# Boleslau I de Bohèmia
Boleslau I de Bohèmia (935 - 15 de juliol de 967 o 972) Duc de Bohèmia era fill de Vratislav I i Drahomíra princesa de Lutitz.

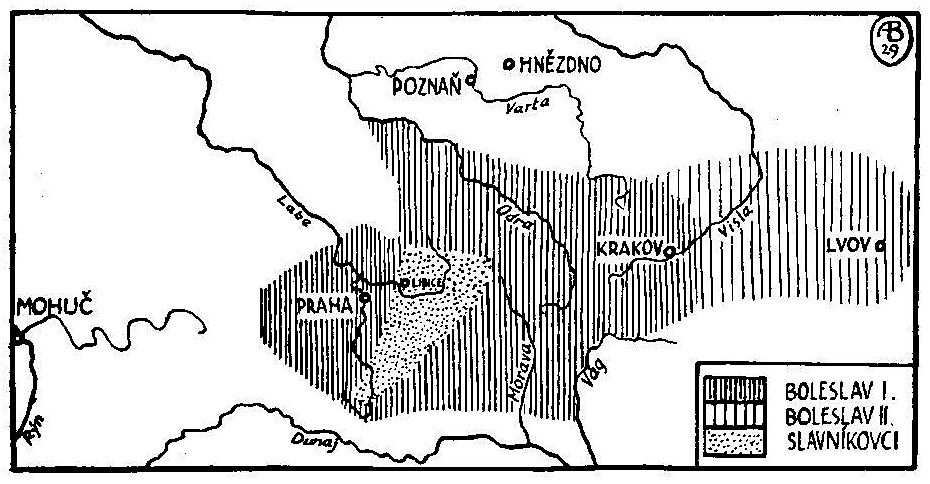
Mapa de la Bohèmia durant el regnat de Boleslau I i el seu fill Boleslau II

Pujà al tron després d'assassinar al seu germà Venceslau en 935. Malgrat que fins llavors havia figurat al cap del partit nacional pagà i de l'aristocràcia, en el seu regnat afavorí la difusió del cristianisme i volgué doblegar el poder d'aquella. Es proposà en va d'emancipar Bohèmia del jou alemany i hagué de reconèixer Otó I com a sobirà, el 950. En la lluita d'Otó contra els magiars Boleslau va romandre fidel a aquest.
Agregà als seus dominis Moràvia, Galitzia occidental i una part de Silèsia. En els últims anys de la seva vida es convertí al cristianisme.